# David und Goliath (Findling)

Findling David und Goliath

Der Findling David und Goliath zählt zu den größten Findlingen im Osnabrücker Land in Niedersachsen und in Nordwestdeutschland. Im Rahmen von Flurbereinigungen wurde am Nordwesthang des Hülsberges bei Glandorf-Averfehrden (bei Bad Laer, im äußersten Süden des Landkreises Osnabrück) ein großer Findling freigelegt. Beim Freilegen hatte sich ein keilförmiges Bruchstück herausgelöst, das als „David“ bezeichnet wird, während der große Rest den Namen „Goliath“ bekam.
Goliath wiegt etwa 63 t und hat einen Umfang von etwa 11 Metern. David wiegt vier bis fünf Tonnen. Sein Umfang beträgt etwa 6 Meter. Die Steine wurden 1979 gehoben und etwa 300 m südsüdwestlich des Fundortes an der B 475 als Naturdenkmal aufgestellt.
Untersuchungen haben ergeben, dass der Findling ursprünglich aus Mittelschweden stammt und ein sogenannter Filipstad-Granit, ein hornblendeführender Biotitgranit ist. Im Zuge der Saale-Eiszeit (der mittleren der drei großen Eiszeiten vor rund 230.000 – 140.000 Jahren) wurde er von Gletschern über eine Strecke von etwa 1250 Kilometern nach Averfehrden transportiert.
Das Land Niedersachsen bestimmt im Niedersächsischen Ausführungsgesetz zum Bundesnaturschutzgesetz von 2010 die Größe von Findlingen. Gesteine mit einem Durchmesser größer als zwei Meter sind der Gemeinde oder dem Naturschutzbund anzuzeigen.